# Jonas Kolstad
Jonas Ueland Kolstad (Bodø, 21 settembre 1976) è un ex calciatore norvegese, portiere, preparatore dei portieri del Bodø/Glimt.

## Carriera

### Club
Kolstad ha iniziato la carriera con il Bodø/Glimt, per poi vestire le maglie di Stålkameratene, Drøbak/Frogn, Årvoll, Kjelsås e, nel 2001, ha giocato nel team della Florida Atlantic University (FAU).
Nel 2002, è tornato al Bodø/Glimt. Il 13 aprile 2003 ha potuto esordire nella Tippeligaen, difendendo i pali della porta della sua squadra nella sconfitta per 1-0 in casa del Lillestrøm.